# 硝酸钒酰
硝酸钒酰是钒氧阳离子（VOnx+）和硝酸根离子形成的化合物，可能指：
- 硝酸氧钒(IV)，VO(NO3)2
- 三硝酸氧钒，VO(NO3)3
- 硝酸双氧钒，VO2NO3

除了以上三种文献报道较多的物种外，V2O3(NO3)4等也是已知的。
|  | 这个同类索引页列出了具有相同或相似标题的化学条目。 除非您是有意链接至本页，否则应将相应条目的内部链接指向正确的条目。 |